# Mundaneum

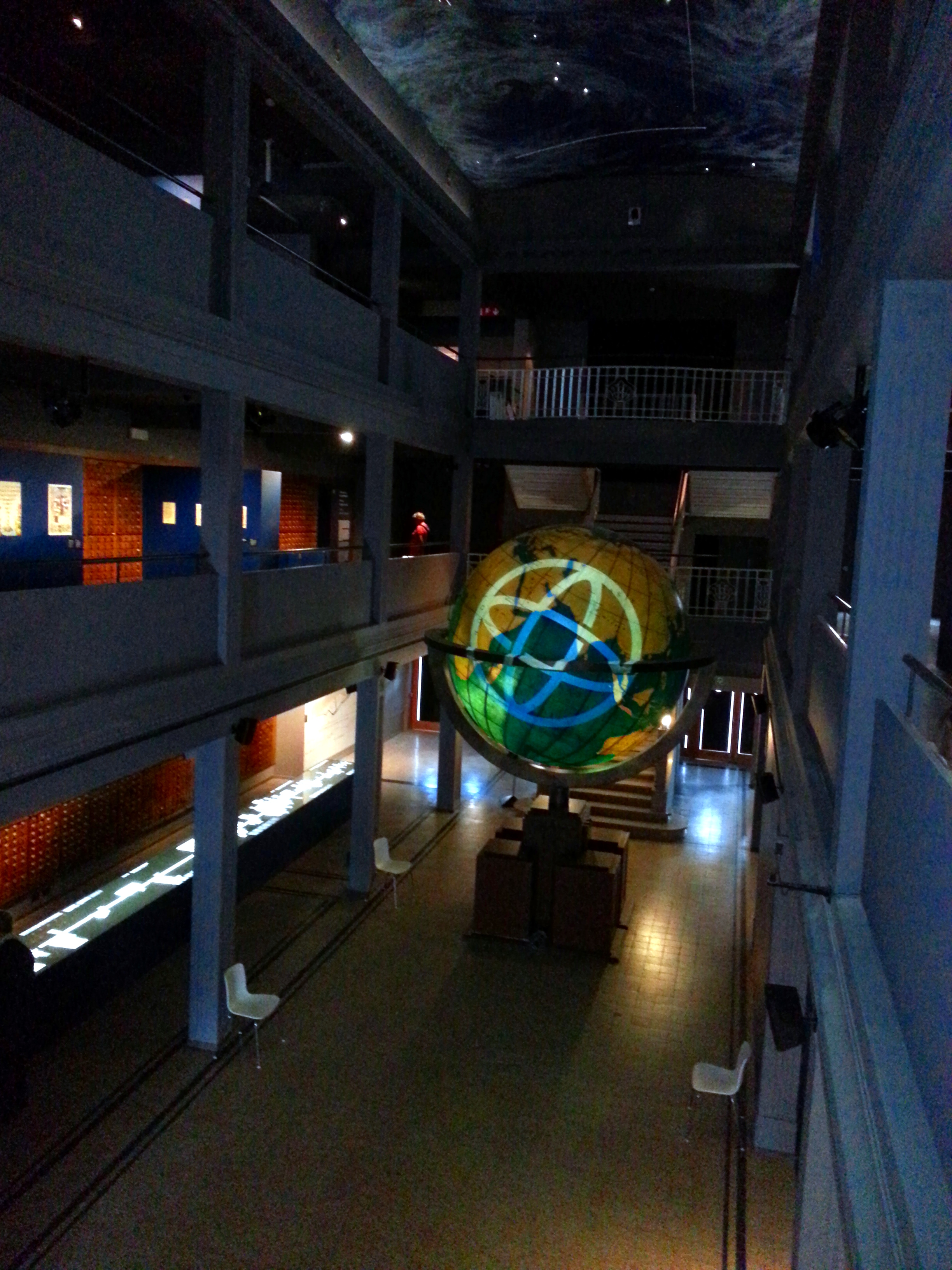
Foto der Ausstellung „Mapping Knowledge“ im Mundaneum

Das Mundaneum ist das Gebäude, in dem das 1898 von Paul Otlet und Henri La Fontaine in Brüssel unter dem Namen Institut International de Bibliographie (IIB) gegründete Museum beherbergt war. Dessen Zielsetzung war es, das gesamte Schrifttum der Welt als Bibliografie in Zettelkästen zu erfassen.
Sitz des Instituts war das zunächst Palais Mondial genannte Gebäude (beherbergt heute die Ausstellung Autoworld) im Parc du Cinquantenaire (anlässlich des 50-jährigen Bestehens von Belgien errichtet) und wenig später in Mundaneum umbenannt wurde. Im Mundaneum waren neben dem bibliografischen Institut und einer Bibliothek auch spezielle Sammlungen und ein Museum verortet, die ebenfalls den Anspruch hatten, einen repräsentativen Querschnitt der Weltkultur zu bieten. Im Jahr 1931 wurde in Zusammenarbeit mit Otto Neurath und dem Gesellschafts- und Wirtschaftsmuseum eine Zweigstelle des Mundaneums in Wien gegründet. 1934 wurde das Mundaneum in seiner alten Form geschlossen. Die Sammlung wurde mehrfach umgezogen, worunter nach einer Zweigstelle der Freien Universität Brüssel, dem Institut Pasteur im Leopold-Park. 1993 wurde, was von ihr übrig blieb, nach Mons in ein ehemaliges Warenhaus namens L'Indépendence verbracht.
Der Name Mundaneum wird dort heute vom Centre d’Archives de la Communauté française de Belgique weitergeführt. Von der ursprünglichen Sammlung blieben erhalten: das Musée international de la presse („Internationales Pressemuseum“), das Répertoire iconographique universel (Plakate, Postkarten, Glasplatten, Fotografien), das Répertoire universel de documentation („Universelles Dokumentationsverzeichnis“), die Encyclopedia Universalis Mundaneum (von Otlet entworfene Konzepte, worunter die Mondothèque, persönliche Unterlagen von Henri La Fontaine und Paul Otlet, thematische Sammlungen zu den Themen Feminismus, Pazifismus und Anarchismus) und die Archive der Vereinigung Les Amis du Palais Mondial.

## Abbildungen

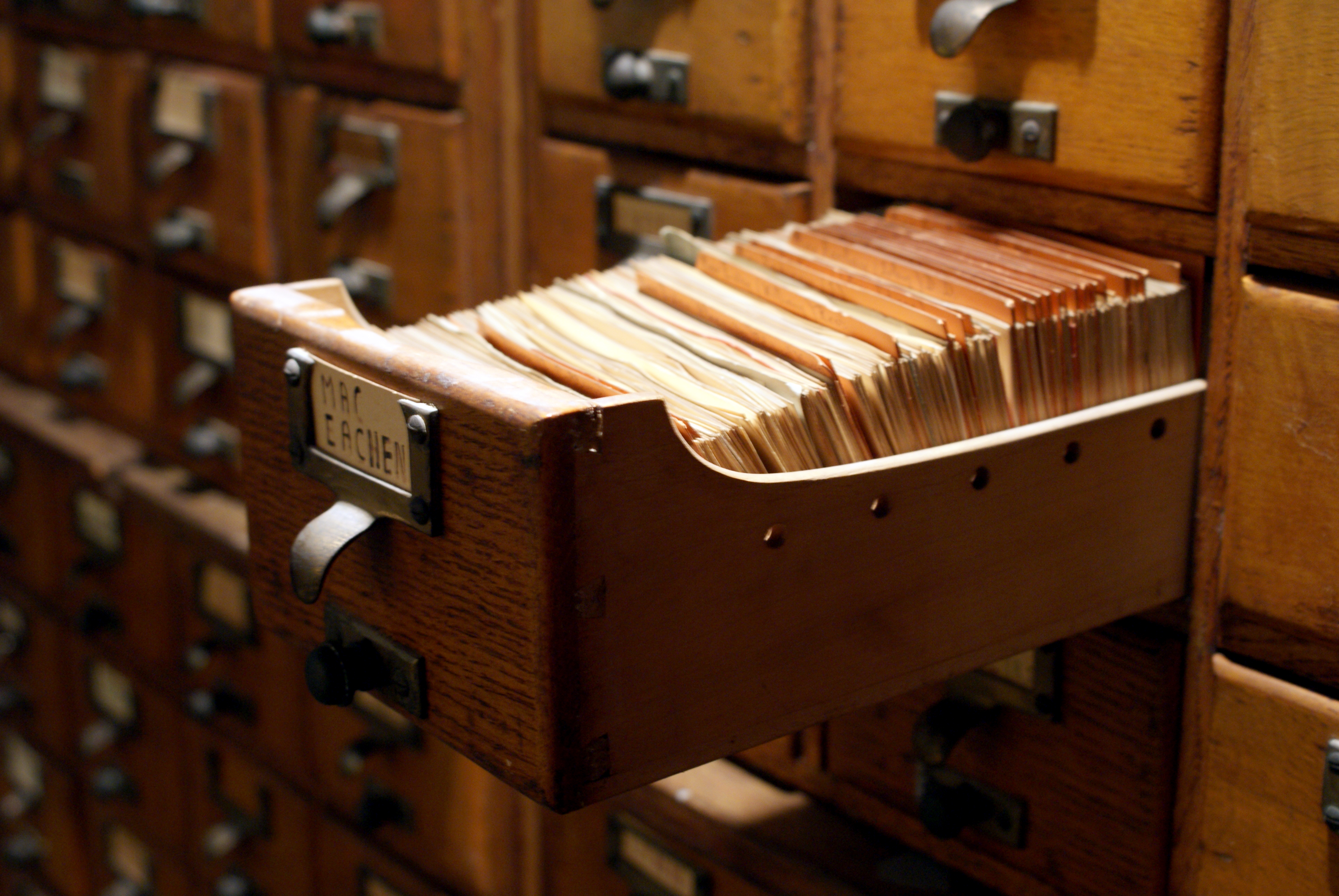
Einer der vielen Zettelkästen zum Auffinden der eigentlichen Objekte im Archiv
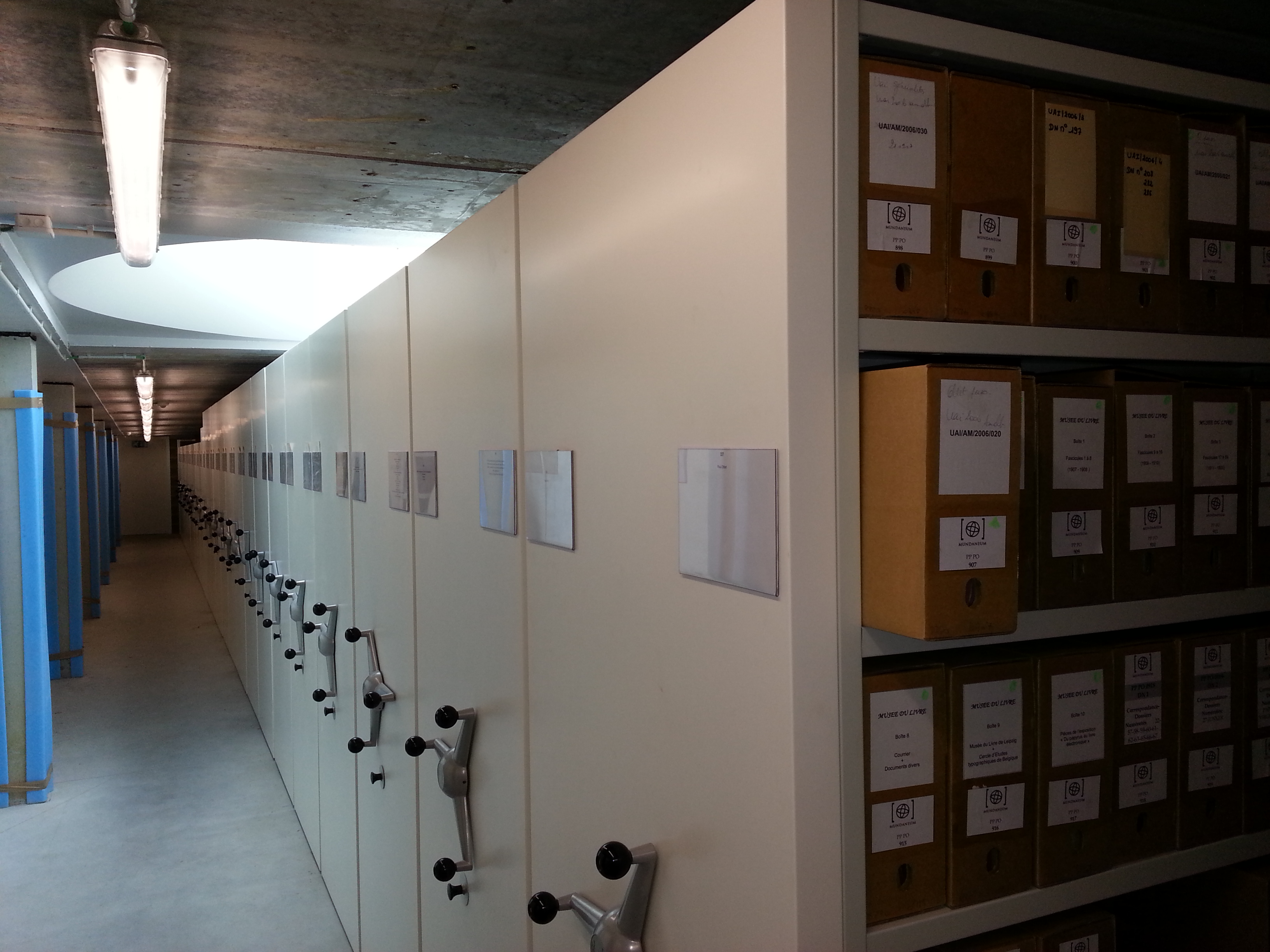
Blick ins Archiv des Mundaneums (für Besucher gibt es ein Schaufenster im Boden des Innenhofes)
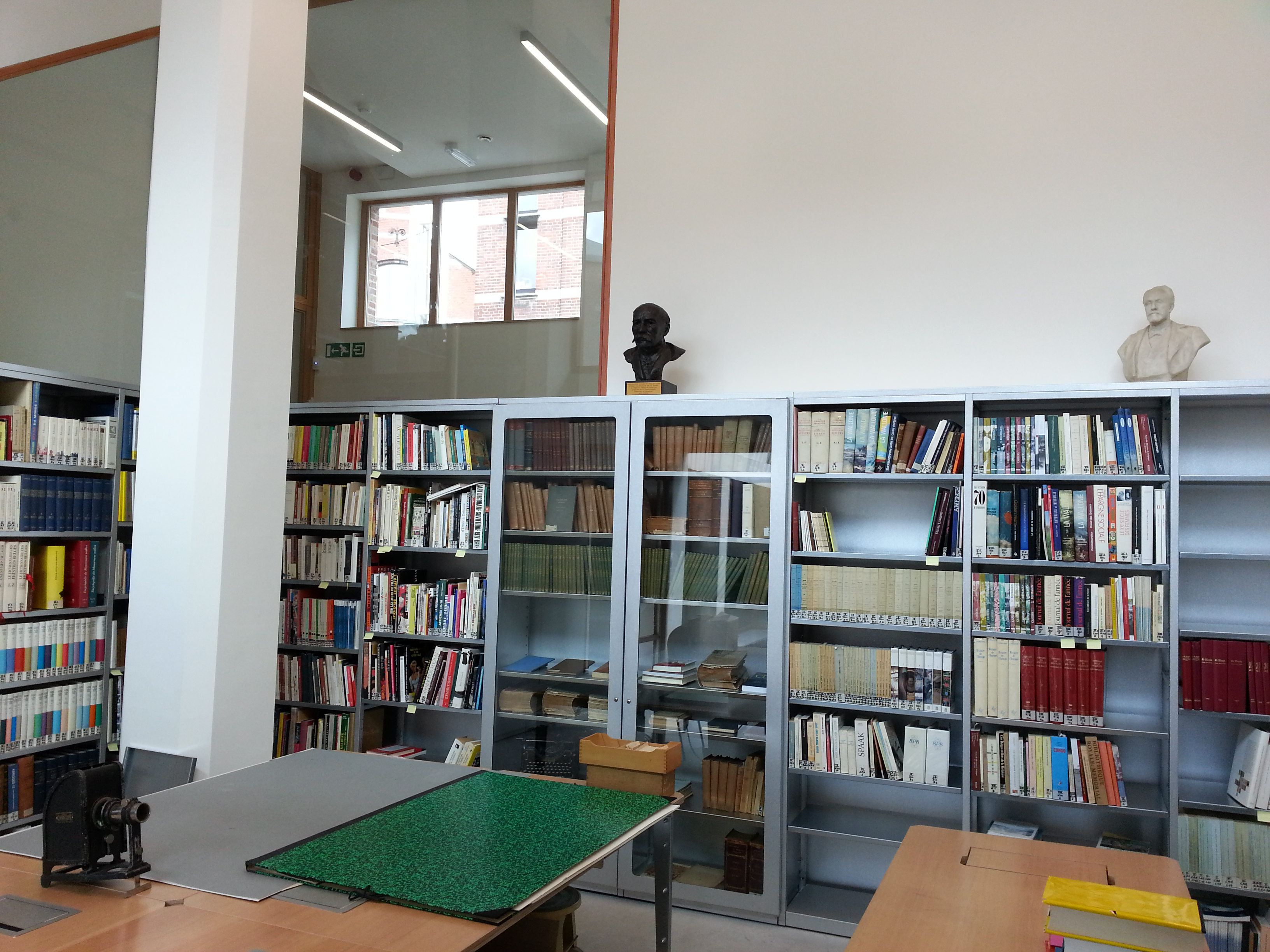
Blick in den (mundaneumsinternen) Leseraum
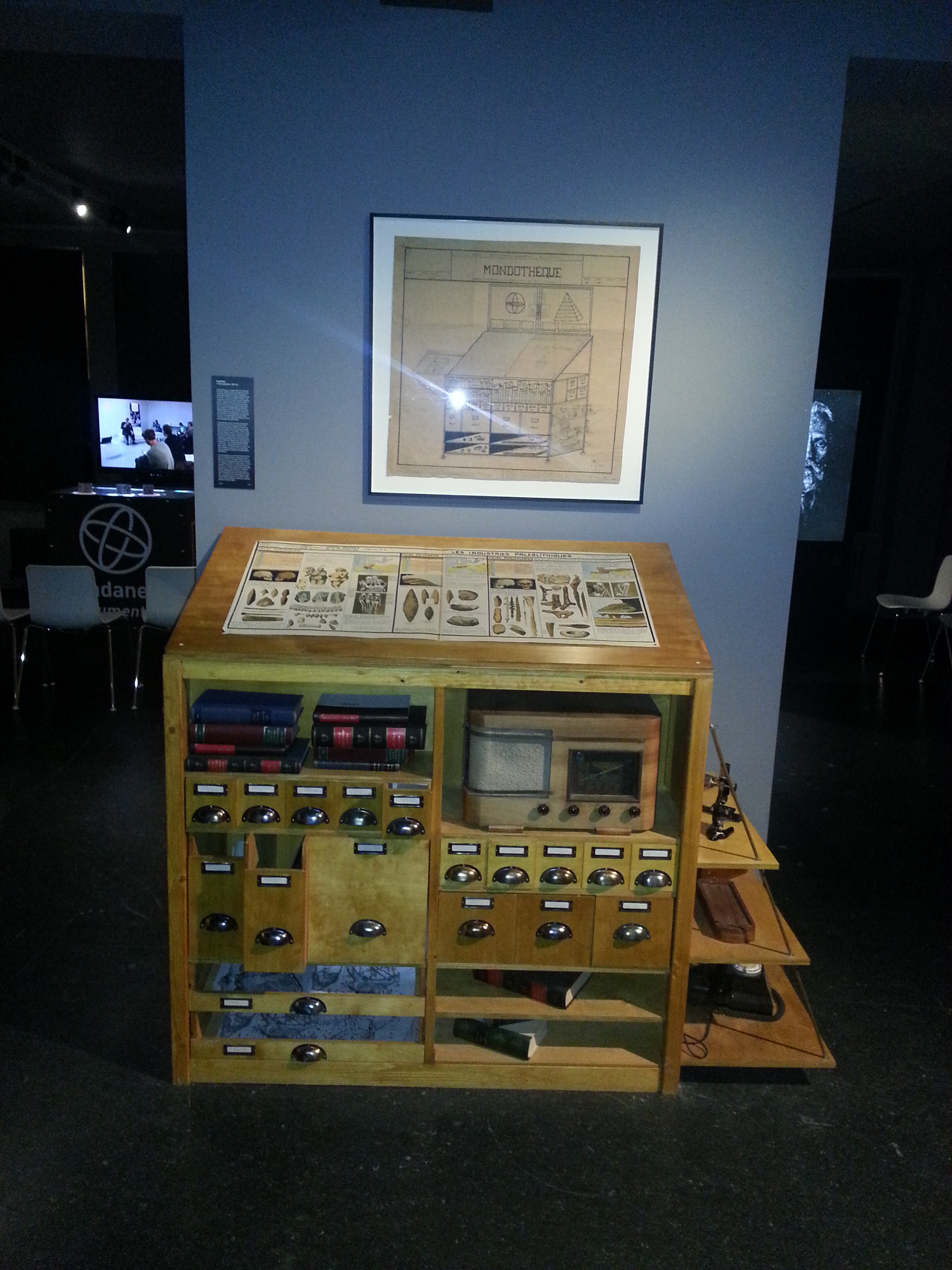
Eine Mondothek, wie hier zu sehen, sollte nach der Vorstellung Paul Otlets eine Art Mini-Mundaneum für zu Hause sein
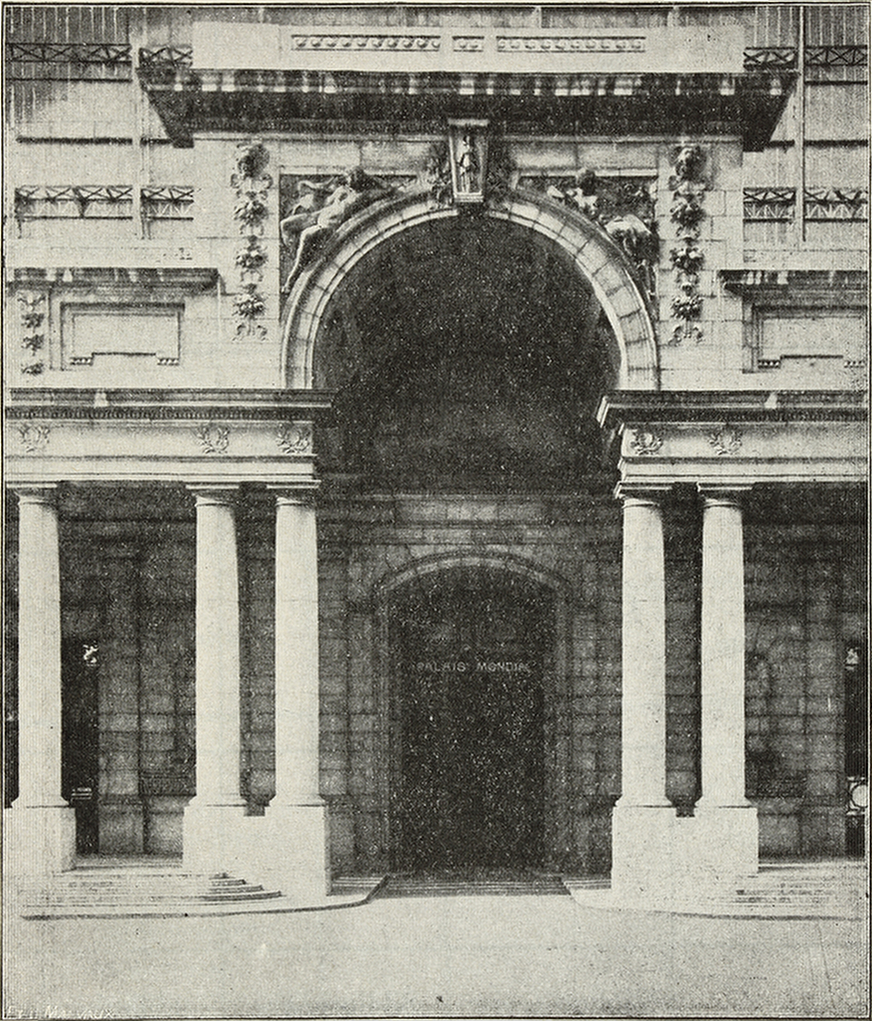
Bild des früheren Palais Mondial (in Brüssel)
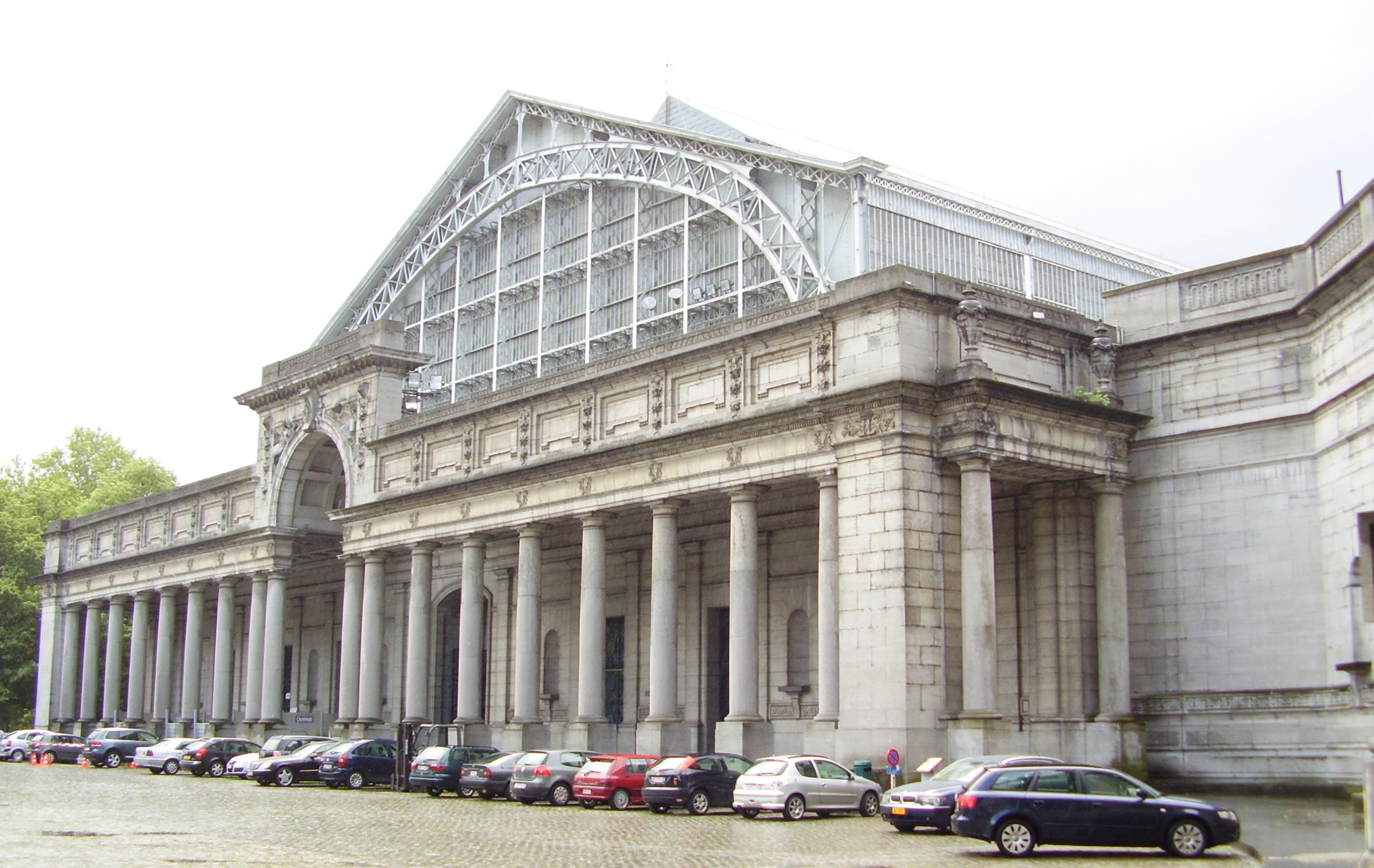
Das ehemalige Gebäude des Palais Mondial im Brüsseler Jubelpark beherbergt heute mit der Autoworld eine Automobilausstellung